# Barrington (New Hampshire)
Pour les articles homonymes, voir Barrington.
Barrington est une municipalité américaine située dans le comté de Strafford au New Hampshire. Selon le recensement de 2010, sa population est de 8 576 habitants.

## Géographie
La municipalité s'étend sur 48,54 milles carrés (125,72 km2), dont 1,85 milles carrés (4,79 km2) d'étendues d'eau.

## Histoire
Barrington devient une municipalité en 1722. Elle est nommée en l'honneur de Samuel Shute de Barrington Hall (en), gouverneur colonial du Massachusetts et du New Hampshire.

## Démographie
La population de Barrington est estimée à 8 919 habitants au 1er juillet 2016.
Le revenu par habitant était en moyenne de 34 842 dollars par an entre 2012 et 2016, légèrement en dessous de la moyenne du New Hampshire (35 264 dollars) mais supérieur à la moyenne nationale (29 829 dollars). Sur cette même période, 5,9 % des habitants de Barrington vivaient sous le seuil de pauvreté (contre 7,3 % dans l'État et 12,7 % à l'échelle des États-Unis).